# Златоклас
Златоклас е село в Североизточна България. То се намира в община Дулово, област Силистра.

## География
Село Златоклас се намира на 15 км. от град Дулово.

## История
Населението е предимно от турски произход, съществуват различни теории за произхода му. Едната теория гласи, че са наследници на изселници, дошли по тези земи след 1487 г., когато османците унищожават Караманското царство и изселват членовете му, друга теория сочи за вероятни основатели на селото бекташите.
Първото официално сведение за съществуването на селото е от една османска демографска записка от 1530 г. Там то е отбелязано на картата на региона и може да се види, че е едно от най-ранно заселените села в района. Селото тогава се нарича Балабанлъ (Balabanlı, тур.) в буквален превод означава едър човек в някои източници се отбелязва като Балабанлар. С указ № 2191/обн. от 27.06.1942 г. за преименуването на селото на сегашното му име Златоклас. Румънските власти по време на окупацията записват селото като Balabanlar.
Според преданието съседните села Чернолик и Любен произлизат изселили се от Златоклас. Иса от рода на Балабаните основава съседното село Чернолик, със старо име Кара-Иса-кьой, „село на черноликия Иса“ и Вели от рода на Балабаните, основава село Любен, със старо име Кара-Вели-кьой, „село на черноликия Вели“.

## Население, етнически състав и религии
Текущата демографска статистика за населението на НСИ към 31.12.2018 г. сочи че селото наброява 617 жители.
Числеността на населението според преброяванията през годините:
| \| Година на преброяване \| Численост \| \| --------------------- \| --------- \| \| 1934 \| 555 \| \| 1946 \| 740 \| \| 1956 \| 789 \| \| 1965 \| 810 \| \| 1975 \| 771 \| \| 1985 \| 763 \| \| 1992 \| 770 \| \| 2001 \| 664 \| \| 2011 \| 635 \| \| 2021 \| 602 \| |           |
| Година на преброяване | Численост |
| 1934 | 555       |
| 1946 | 740       |
| 1956 | 789       |
| 1965 | 810       |
| 1975 | 771       |
| 1985 | 763       |
| 1992 | 770       |
| 2001 | 664       |
| 2011 | 635       |
| 2021 | 602       |

Преброяване на населението през 2011 г.
Численост и дял на етническите групи според преброяването на населението през 2011 г.:
|                     | Численост, души | Дял, % |
| Общо                | 635             | 100 %  |
| Българи             | 18              | 3 %    |
| Турци               | 443             | 70 %   |
| Цигани              | 124             | 20 %   |
| Други               | -               | -      |
| Не се самоопределят | -               | -      |
| Не са отговорили    | 48              | 7 %    |

Микро-регионалната идентичност на населението предполага, че мнозинството изповядва Ислям. Той се ограничава до степента на културно-етническата обредност и не е крайно ортодоксален. Другата част от населението изповядва православие.

## Културни и природни забележителности
Между селата Златоклас и Любен може да се види Сиври канара (Остра скала). Природният феномен имащ статут на защитена територия. Обявяването за природна забележителност става през 1981 г.

## Редовни събития
Всяка година в края на месец април, на трасето до селото се провежда автокрос (бъги) състезание. Пистата е на около 800 м в североизточна посока от селото.

## Флора и фауна
Районът на селото в миналото е бил покрит от обширни широколистни гори.

Днес горите са фрагментирани в резултат на изсичането им, преобладаващите широколистни видове са цер, акация, сребролистна липа, орех и червен дъб.

Районът е богат е на птиче многообразие, а също така и на едър и дребен дивеч. С безразборното изсичане на горите през последните години количеството на дивеча спада изключително рязко.

## Транспорт
През селото преминава участък от Републикански път IIІ-216, който свързва гр. Дулово с Републикански път IІ-21 (гр. Силистра – гр. Русе).

## Личности
Мехмед Музеккя Джон